# 天仓增十八
天倉增十八，即鯨魚座49（49 Ceti），是一顆在天球上位於鯨魚座的恆星。它的視星等為5.607。與地球的距離基於恆星視差量測為194光年（59.4秒差距）。

## 概要
天倉增十八是一顆年輕的A型主序星，並且觀測到有紅外過量的現象，這是恆星周圍有岩屑盤存在的特徵。不尋常的是天倉增十八的岩屑盤內看似有大量氣體，並偵測到一氧化碳的存在。這種氣體可能來自盤內的彗星，與太陽系的柯伊伯带類似。
天倉增十八被確認是年齡4000萬年的Argus星協的成員星。